# Влоцлавек (гмина)
Влоцлавек (пол. Włocławek) — сельская гмина (волость) в Польше, входит как административная единица в Влоцлавский повет, Куявско-Поморское воеводство. Население — 6371 человек (на 2004 год).

## Соседние гмины
1. Гмина Барухово
2. Гмина Брудзень-Дужы
3. Гмина Бжесць-Куявски
4. Гмина Хоцень
5. Гмина Добжинь-над-Вислой
6. Гмина Коваль
7. Гмина Любранец
8. Гмина Новы-Дунинув
9. Влоцлавек